# Diemelradweg

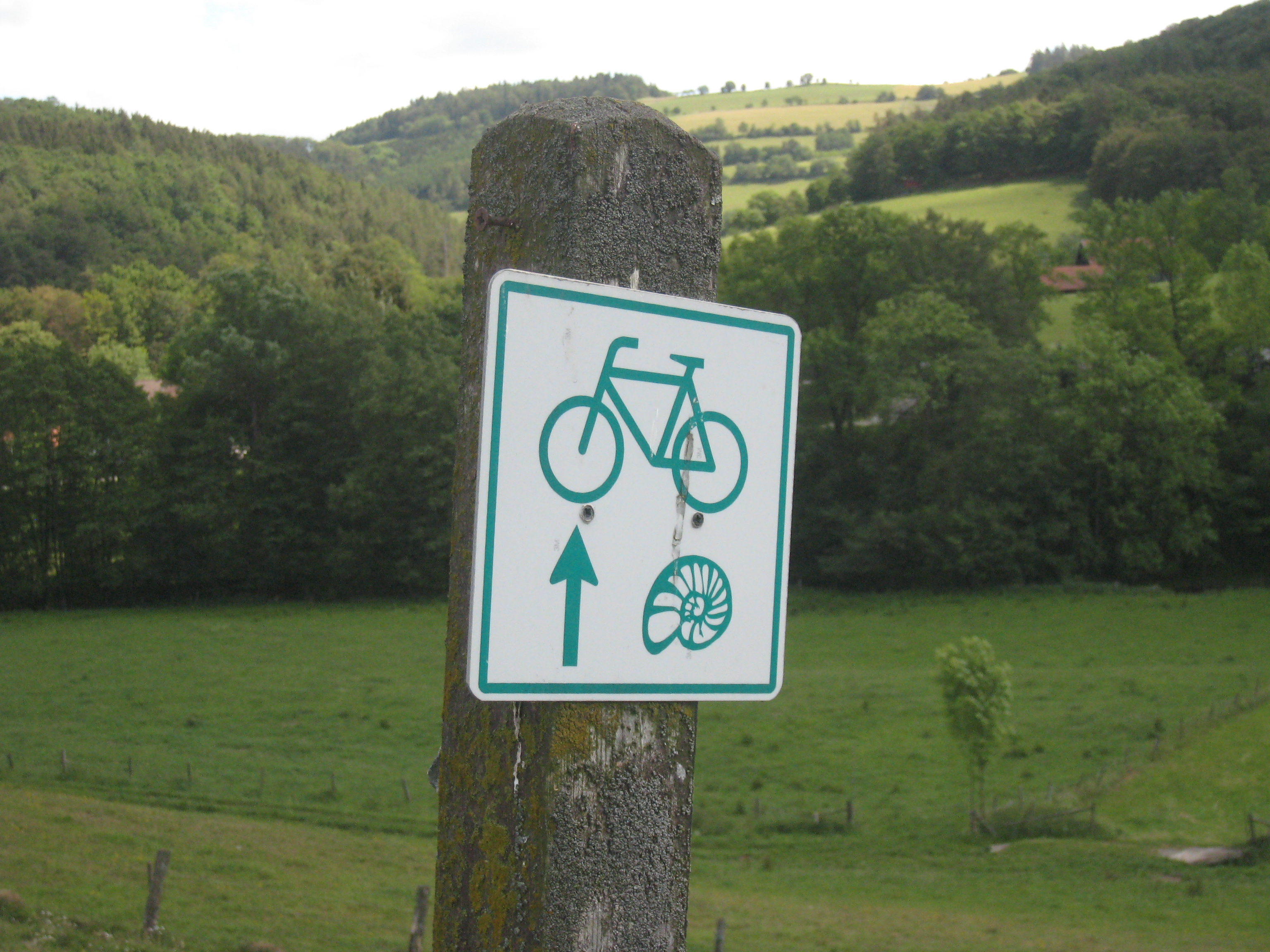
Wegsymbol des Diemelradwegs mit Radwegzeichen

Der Diemelradweg ist ein etwa 110 Kilometer langer Radfernweg entlang des Flusses Diemel in den deutschen Bundesländern Hessen und Nordrhein-Westfalen.

## Verlauf
Der Diemelradweg führt von der Diemel-Quelle bei Willingen-Usseln bis nach Bad Karlshafen an deren Mündung in die Weser. Er verläuft unter anderem am Diemelsee entlang und streift die Kommunen Marsberg, Warburg und Trendelburg. Der Radweg verläuft zwischen Trendelburg und Wülmersen auf der ehemaligen Eisenbahnstrecke der Carlsbahn, seit September 2014 kann dabei auch der 202 Meter lange Deiseler Tunnel durchfahren werden. Die Steigungen sind im Allgemeinen gering, an einigen Stellen sind jedoch auch kurze (steile) Anstiege zu bewältigen. Am Schlusspunkt Bad Karlshafen besteht Anschluss an den Weserradweg; sowohl am Beginn in Usseln als auch am Schlusspunkt in Bad Karlshafen besteht eine Anbildung an den Schienenpersonenverkehr, außerdem auch in verschiedenen Unterwegs-Gemeinden, zum Beispiel Marsberg, Warburg, Liebenau.
Der ADFC zertifizierte den Diemelradweg 2017 als 4-Sterne-Qualitätsradroute. 2020 wurde der Diemelradweg erneut mit vier von fünf möglichen Sternen ausgezeichnet.
2023 zertifizierte der ADFC den Diemelradweg als 5-Sterne-Qualitätsradroute und somit der höchsten Auszeichnung. Der Diemelradweg ist einer von zwei Qualitätsradwegen deutschlandweit (einer von vier europaweit), die diese Auszeichnung innehaben.